# What a Girl Wants (Christina Aguilera)
What a Girl Wants is een nummer van de Amerikaanse zangeres Christina Aguilera uit 1999. Het is de tweede single van haar titelloze debuutalbum.
"What a Girl Wants" werd geschreven door Shelly Peiken (die eerder o.a. voor Cher en Céline Dion schreef) en Guy Roche (die eerder voor Gladys Knight en Aaliyah schreef). Het nummer werd aanvankelijk voor de Franse zangeres Ophélie Winter geschreven met als titel "What a Girl Needs". Christina Aguilera nam het nummer opnieuw op en gaf het als titel "What a Girl Wants". Haar versie werd de tweede single die Aguilera uitbracht, na de hit Genie in a Bottle. Ook "What a Girl Wants" een wereldwijde hit. Het bereikte de nummer 1-positie in de Amerikaanse Billboard Hot 100. In de Nederlandse Top 40 bereikte het nummer de 9e positie, en in de Vlaamse Ultratop 50 de 8e.